# Sojin

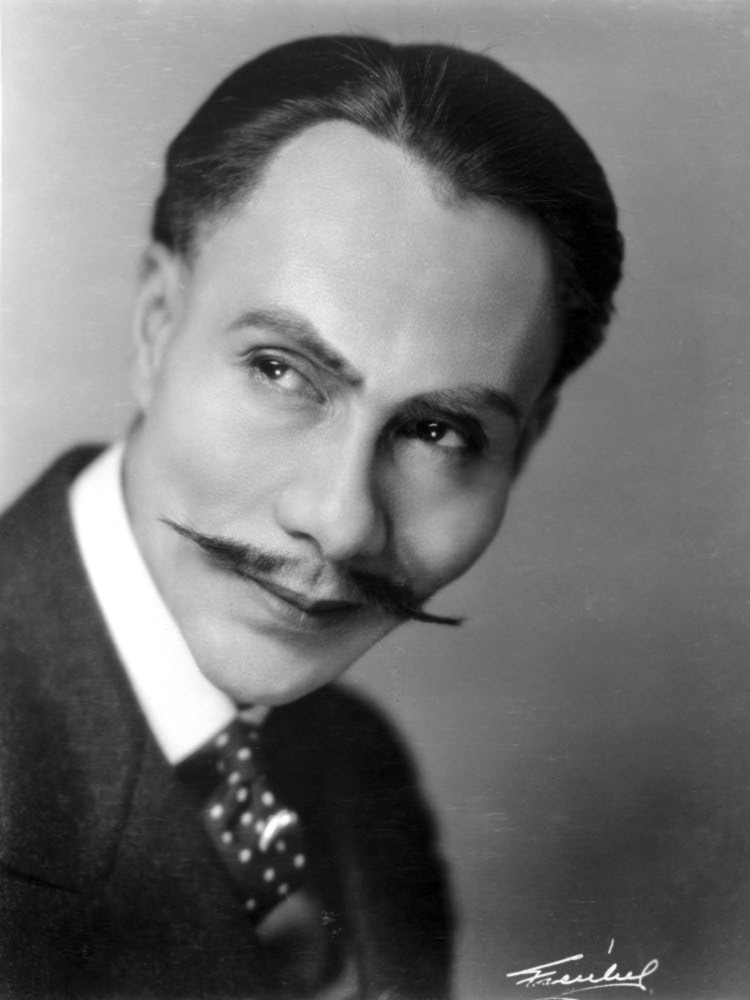
Kamiyama Sojin（上山草人)

Sôjin ou Kamiyama Sojin (上山 草人; 30 de Janeiro de 1884 - 28 de Julho de 1954) foi um ator japonês, nascido em Sendai, Miyagi e falecido em Tóquio.
Entre seus trabalhos mais conhecidos estão o papel do detetive sino-americano Charlie Chan além dos filmes Miyamoto Musashi, que conta a história do mais famoso dos samurais e "Os Sete Samurais", um dos maiores clássicos do cinema, de Akira Kurosawa.
"Os Sete Samurais" foi refilmado em formato de western, chamando-se "Sete homens e um destino", com Yul Brynner.

## Filmografia[2]
nomes originais (em inglês) (em japonês)
1. Miyamoto Musashi (1954/I)
2. Shichinin no samurai (1954)
3. Ryûgantô no himitsu (1950)
4. Ôedo no oni (1947)
5. Tokushû: Geinô takara-bune - Geinô eiga dai-san-shû (1946) .... Hikozaeman Ôkubo
6. Kokusai mitsuyu-dan (1944)
7. Kaizokuki futtobu (1943)
8. Kurama Tengu (1942) .... Jacob
9. Musume tazunete sanzen-ri (1940) .... Popeye no Genzô
10. Mazushiki mono no kofuku (1939) .... Sakuzo Nakata
11. Utau noriai basha (1939) .... Matsuzô
12. Gonin no kyodai (1939) .... Kiyooka
13. Hitozuma shinju (1938) .... Kenzô
14. Kokumin no chikai (1938)
15. Hanayome karuta (1937) .... Adivinho
16. Hitozuma tsubaki (1936)
17. Dansei tai josei (1936) .... Hikoma Okakura
18. Maihime no koyomi (1935)
19. Yotamono to komachimusume (1935) .... Kaheiji
20. Kanraku no yo wa fukete (1934)
21. Chûshingura - Kôhen: Edo no maki (1932) .... Kônosuke Kira
22. Chûshingura - Zempen: Akahokyô no maki (1932)
23. Riku no wakôdo (1932)
24. Satsueijo romansu, renai annai (1932)
25. Dai chûshingura (1932) .... Kozukenosuke Kira
26. Tojin Okichi (1931)
27. Ai yo jinrui to tomo ni are - Kohen: Beikoku hen (1931)
28. Ai yo jinrui to tomo ni are - Zenpen: Nihon hen (1931) .... Kôkichi Yamaguchi
29. Way for a Sailor (1930)
30. The Dude Wrangler (1930) .... Wong
31. Golden Dawn (1930) .... Piper
32. Le spectre vert (1930)
33. The Show of Shows (1929)
34. Painted Faces (1929)
35. The Unholy Night (1929) .... Lee Han, o místico
36. Madame X (1929)
37. Careers (1929)
38. Back from Shanghai (1929)
39. Seven Footprints to Satan (1929)  .... Sojin
40. China Slaver (1929) .... Ming Foy/Wing Foy/The Cobra
41. The Rescue (1929)  .... Daman
42. Tropic Madness (1928)
43. Ships of the Night (1928) .... Yut Sen
44. Out with the Tide (1928) .... Chee Chee
45. Telling the World (1928)
46. The Hawk's Nest (1928) .... Sojin
47. Chinatown Charlie (1928) .... Mandarim
48. The Crimson City (1928)
49. Something Always Happens (1928) .... Chang-Tzo
50. The Man Without a Face (seriado, 1928)
51. Streets of Shanghai (1927) .... Fong Kiang
52. The Haunted Ship (1927) .... Bombay Charlie
53. The Devil Dancer (1927) .... Sadik Lama
54. The Chinese Parrot (1927) .... Charlie Chan
55. The Thirteenth Hour (1927)
56. Foreign Devils (1927)
57. Why Girls Love Sailors (1927)
58. Old San Francisco (1927) .... Lu Fong
59. The Honorable Mr. Buggs (1927)
60. The King of Kings (1927) .... Príncipe da Pérsia
61. All Aboard (1927)
62. Driven from Home (1927)
63. The Sky Pirate (1926)
64. The Lady of the Harem (1926).... Sultão
65. Across the Pacific (1926)
66. Diplomacy (1926) .... Diplomata chinês
67. The Road to Mandalay (1926)Charlie Wing
68. Eve's Leaves (1926) .... Le Sing
69. The Lucky Lady (1926)
70. The Bat (1926) .... Billy
71. The Sea Beast (1926) .... Fedallah
72. My Lady's Lips (1925)
73. The Wanderer (1925) .... Sadyk
74. The White Desert (1925) .... Cozinheiro chinês
75. Proud Flesh (1925) .... Wong
76. East of Suez (1925) .... Lee Tai
77. Soft Shoes (1925) .... Yet Tzu
78. The Thief of Bagdad (1924) .... Príncipe mongol
79. Patria (1917)